# Франкфуртски споразум (1871)
Франкфуртски мир (фр. Le traité de Francfort) је мировни споразум потписан у Франкфурту 10. маја 1871. године, на крају Француско-пруског рата.

## Утицај споразума

### Стратегија
Немачка војска је захтевала контролу ових територија као потребу да се заштити Немачка. Најважније, немачка војска је контролисала пут између Тионвила и Меца као најважније подручје за неки будући рат са Француском.

### Национализам
Нова политичка граница умногоме је праћена и лингвистичком границом. Чињеница да је већина нове Царске територије (Reichsland) говорила немачки дијалекат дозвољавао је Берлину да оправда анексију ових територија.

### Економија
Природни ресурси у Алзасу и Лорени (руде гвожђа и угаљ) нису играли превелику улогу у потреби Немачке за анексијом ових територија. Војна анексија је била главни стратешки циљ као и уједињење свих Немаца.
У исто време Француска је изгубила 1.447.000 хектара, 1,694 села и 1.597.000 грађана. Такође је изубила 20% својих потенцијала руде гвожђа.
Споразум о трговини из 1862. године са Прусијом није обновљен али је Француска гарантовала Немачкој, за трговину и пловидбу, најповољније услове. Француска је ово поштовала до избијања Првог светског рата.

## Легат
Овај споразум је поларизовао француску политику према Немачкој у следећих четрдесет година. Поновно освајање Алзаса и Лорена, „изгубљених провинција“ постала је опсесија карактеристична за реваншизам што је био један од најјачих мотива за француски улазак у Први светски рат.